# Casasimarro
Casasimarro là một đô thị trong tỉnh Cuenca, cộng đồng tự trị Castile-La Mancha Tây Ban Nha. Đô thị này có diện tích là 49,62 ki-lô-mét vuông, dân số năm 2009 là 3347 người với mật độ 67,45 người/km². Đô thị này có cự ly 93 km so với tỉnh lỵ Cuenca.